# José Saez
José Saez (Menen, 7 maggio 1982) è un ex calciatore francese, di ruolo centrocampista.